# Ranunculus petroczenkoi
Ranunculus petroczenkoi är en ranunkelväxtart som beskrevs av Vodop. och S.A. Timokhina. Ranunculus petroczenkoi ingår i släktet ranunkler, och familjen ranunkelväxter. Inga underarter finns listade i Catalogue of Life.